# Chrysiptera taupou
Chrysiptera taupou är en fiskart som först beskrevs av Jordan och Seale, 1906.  Chrysiptera taupou ingår i släktet Chrysiptera och familjen Pomacentridae. Inga underarter finns listade i Catalogue of Life.